# Costa di Scott
La costa di Scott (76°30′S 162°30′E) è una porzione della costa della Terra della Regina Vittoria, in Antartide. In particolare, la costa di Scott si estende tra la scogliera Minna (78°31′S 166°25′E), un promontorio roccioso alla bocca della baia di Moore, a sud, e capo Washington (74°39′S 165°25′E), che separa la baia Terra Nova e la baia di Wood, a nord, e confina a sud con la costa di Hillary e a nord con la costa di Borchgrevink.

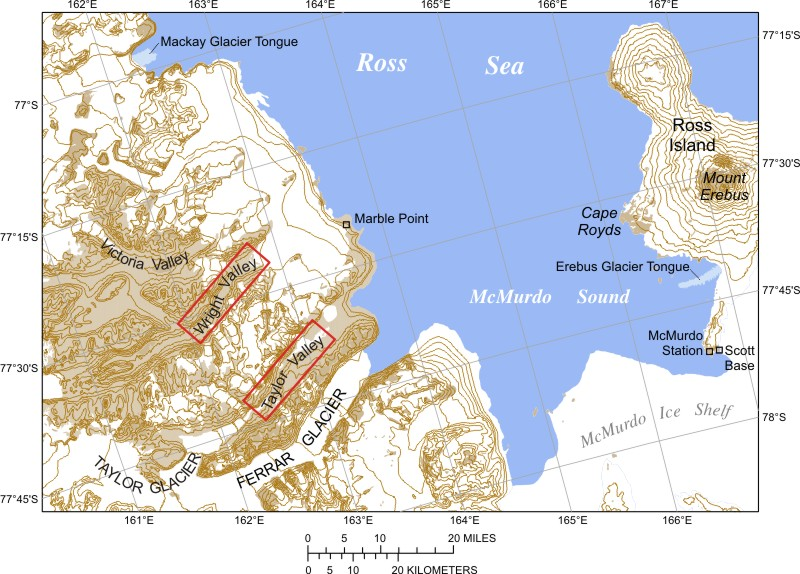
Mappa dello stretto di McMurdo e delle valli secche.

Su questa costa sono situate le valli secche di McMurdo, una serie di valli perpendicolari alla costa in cui il tasso di umidità è talmente basso da far sì che esse rappresentino la più grande regione dell'Antartide libera dal ghiaccio. Davanti alle valli, oltre lo stretto di McMurdo, che segna l'inizio della barriera di Ross, si trova l'isola di Ross su cui sono presenti, tra gli altri, il monte Erebus e il monte Terror.

## Storia
Questo tratto di costa è stato così rinominato nel 1961 dal Comitato neozelandese per i toponimi antartici in onore del capitano della marina militare inglese Robert Falcon Scott, comandante della spedizione Discovery (1901-04) e della spedizione Terra Nova (1910-13) che perse la vita durante il suo viaggio di ritorno dal Polo Sud. La maggior parte dell'esplorazione di questa costa si deve a Scott e ai suoi colleghi, tanto che molti luoghi di questa regione prendono il nome da alcuni di loro e dallo stesso Scott.

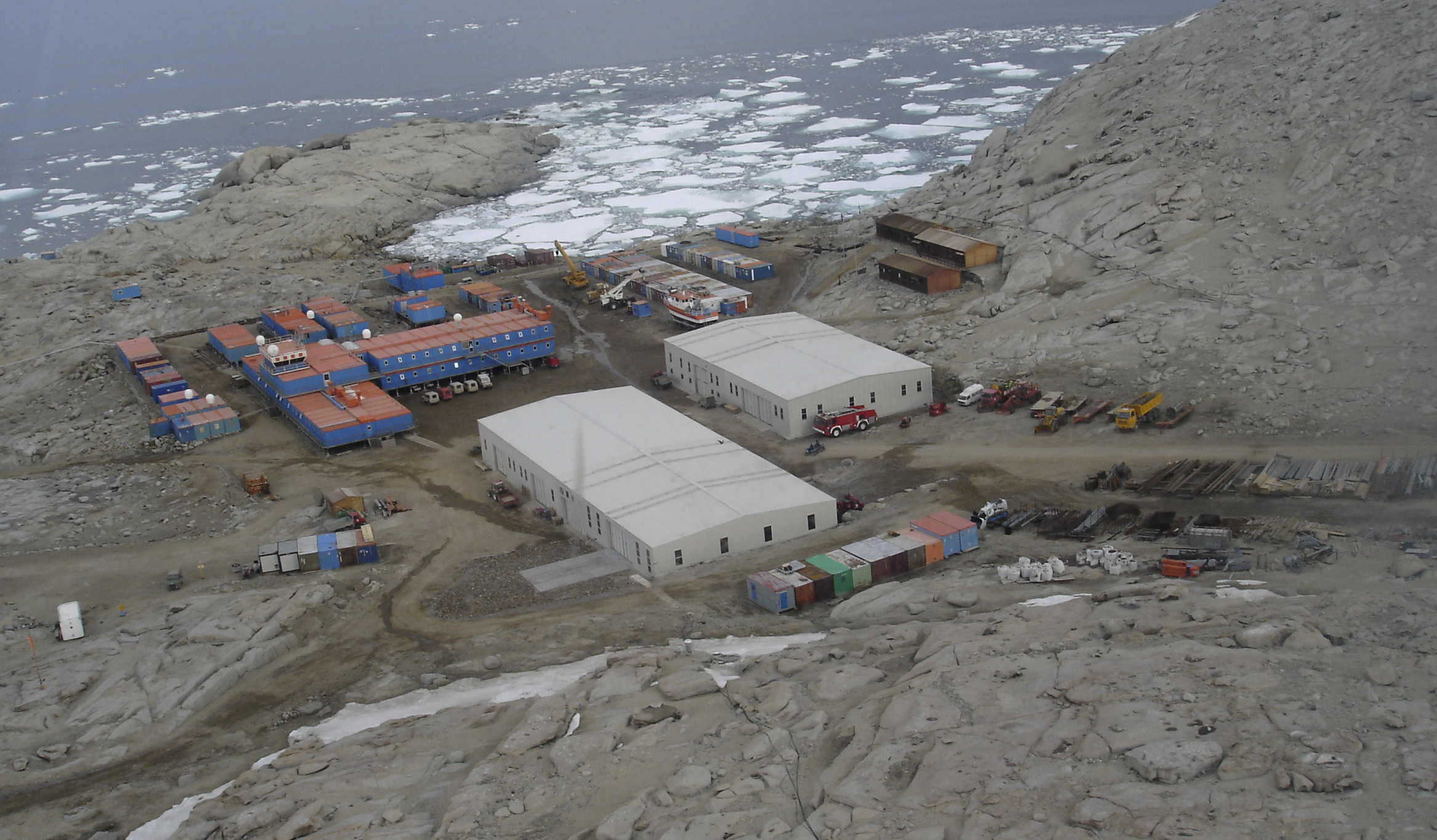
Vista aerea della Stazione Mario Zucchelli.

Sulla costa di Scott sono presenti la base di ricerca statunitense McMurdo, la neozelandese Scott e l'italiana Mario Zucchelli, fondata nel 1985 e situata nell'area della baia Terra Nova.